# Смрт у дивљини
Смрт у дивљини (енгл. Untamed) америчка је телевизијска серија коју су створили Марк Л. Смит и Ел Смит за Netflix. Главне улоге тумаче Ерик Бана и Сем Нил. Радња прати мисерију која се одвила у Националном парку Јосемити. У јулу 2025. наручена је друга сезона.

## Радња
На широким пространствима Националног парка Јосемити смрт жене доведе федералног агента у земљу безакоња, у којој влада једино закон природе.

## Улоге
| Глумац         | Улога         |
| -------------- | ------------- |
| Ерик Бана      | Кајл Тарнер   |
| Сем Нил        | Пол Сутер     |
| Вилсон Бетел   | Шејн Магвајер |
| Лили Сантијаго | Наја Васкез   |
| Роузмери Девит | Џил Бодвин    |

## Епизоде
| Бр. еп. | Наслов | Редитељ       | Сценариста             | Премијера     |
| ------- | ------ | ------------- | ---------------------- | ------------- |
| 1       |        | Томас Безуча  | Марк Л. Смит и Ел Смит | 17. јул 2025. |
| 2       |        | Томас Безуча  | Марк Л. Смит и Ел Смит | 17. јул 2025. |
| 3       |        | Ник Марфи     | Марк Л. Смит и Ел Смит | 17. јул 2025. |
| 4       |        | Ник Марфи     | Марк Л. Смит и Ел Смит | 17. јул 2025. |
| 5       |        | Ниса Хардиман | Марк Л. Смит и Ел Смит | 17. јул 2025. |
| 6       |        | Ниса Хардиман | Марк Л. Смит и Ел Смит | 17. јул 2025. |